# Gare de Zillisheim
Gare de Zillisheim vasútállomás Franciaországban, Zillisheim településen.

## Vasútvonalak
Az állomást az alábbi vasútvonalak érintik:
- Párizs–Mulhouse-vasútvonal

## Kapcsolódó állomások
A vasútállomáshoz az alábbi állomások vannak a legközelebb:
- Gare de Flaxlanden
- Gare d’Illfurth